# .303 britanski
.303 britanski (v angleščini .303 British, metrični naziv 7,7x56 R) je puškovni naboj, ki so ga uporabljale predvsem države Commonwealtha. V večini glavnih držav uporabic ga je po drugi svetovni vojni nadomestil naboj 7,62x51 NATO.
Naboj je bil v Oborožene sile Združenega kraljestva sprejet leta 1889, s puško Lee-Metford. Prva in druga (Mark I, Mark II) različica sta uporabljali zaobljeno kroglo in bili najprej polnjeni s črnim smodnikom, kasneje pa s korditom. Kordit je bila zmes po obliki podobna trdim špagetom, ki je bila sestavljena iz: 58% nitroglicerina, 37% nitroceluloze in 5% mineralne želatine. V tropskih krajih je bil obstojnejši od nitroceluloze, ki je bila od leta 1916 včasih uporabljena namesto kordita. Britanci so ugotovili, da naboja Mark I in Mark II nimata takšnega učinka kot naboji z dumdum kroglami, zato so razvili še naboje Mark III, IV in V, ki so uporabljali take krogle. Po dogovoru na Haaški konvenciji leta 1899 so te "nehumane" naboje uporabljali le še za vadbo. Razvit je bil še naboj Mark VI, ki je uporabljal nekoliko tanjši plašč kot Mark II. Standardni naboj  Združenega kraljestva, Mark VII, ki se je uporabljal v obeh svetovnih vojnah je bil uveden leta 1910. Uporabljal je 11,3 gramsko špičasto kroglo, ki je cev zapustila pri 744 m/s. Zadnja pomembna različica naboja, Mark VIII, je bila razvita leta 1938. Razvita je bila za povečanje dometa mitraljeza Vickers.
Od predstavitve naboja .303 britanski je bil slednji izdelan v preko dvajsetih državah v okoli dvesto različicah. Med prvo svetovno vojno je VB skupno proizvedla preko 7 milijard teh nabojev. Med drugim ostaja v uporabi v Indiji, kjer ga še vedno uporabljajo nekatere policijske enote.

## Orožje, ki uporablja ta naboj
| Puške: - Lee-Enfield - Lee–Metford - Ross - Martini-Enfield - P14 Enfield | Mitraljezi: - Vickers - Lewis - M1918 BAR - Bren - Hotchkiss M1909 - Vickers–Berthier |